# Eduardo de Ory
Eduardo de Ory y Sevilla (Cádiz, 20 de abril de 1884-Cádiz, 22 de marzo de 1939) fue un poeta, periodista, crítico literario y cónsul español. Como poeta fue afín al modernismo. Fue padre del también poeta Carlos Edmundo de Ory (1923-2010). 

## Biografía
Nacido el 20 de abril de 1884 en Cádiz, era hijo del capitán de navío de primera clase (contraalmirante) Alejandro de Ory y García, quien lo dejó huérfano en 1893 al fallecer en la plaza de Cavite (ciudad de Filipinas), cuando contaba nueve años de edad, y de Francisca de Paula de Sevilla (quien fallecería siete años más tarde, el 1 de junio de 1900). También fue nieto del senador progresista Salvador María de Ory García-Lizón.
Con su primera esposa, María Dolores, tuvo dos hijos, Eduardo y Alejandro, y tras fallecer esta se casó con Josefina Domínguez de Alcahud, con la que tuvo seis hijos más: José Antonio, Carlos Edmundo, Nicolás, Conchita, Luis y Gloria. 
A los catorce publicó por primera vez: Cádiz en broma, al que siguieron otros muchos: El Cascabel y en 1902 los versos de Plumaditas y Chirigotas y Otras Cosas. Eco de mi lira (Cádiz, 1903) y Laureles rosas (Madrid, 1905), ya modernista, aunque en Aires de Andalucía (1905) todavía hay algunos resabios de Bécquer. De 1906 a 1909 estuvo en Zaragoza, y allí preparó su ingreso en la carrera diplomática y fue director literario de la revista política El Evangelio y redactor de Diario de Avisos desde el uno de enero de 1908; también escribió tres poemarios: El pájaro azul (1906), La primavera canta (1907) y Bouquet de azucenas (Z., 1908) e inició su epistolario con Juan Ramón Jiménez quien entonces vivía en Moguer. En París la editorial Garnier publica Mariposas de oro y Alma de luz. En 1906 fue elegido correspondiente de la Real Academia de Buenas Letras de Sevilla. En Zaragoza y desde 1908 fue además cónsul de Colombia y director de dos revistas: Azul y El Centenario Ilustrado. Leyó sus versos en el Ateneo y en la Academia de San Luis y dio varias conferencias. Introdujo junto a Mariano Miguel de Val el Modernismo en Aragón en el marco de la exposición Hispano-Francesa y con la antología que realizó La Musa Nueva, que imprimió Cecilio Gasca en 1908. 
En 1909 regresa a Cádiz y funda la Real Academia Hispano-Americana de Ciencias y Artes. Creó las revistas poéticas modernistas Azul (1907), Diana (1909) y España y América (1911-1927); en esta última insertó un suplemento literario, "Literatura Hispano-Americana", que luego se llamó Vida Literaria; estudió la vida y la obra de su amigo Rubén Darío en Rubén Darío: Al margen de su vida y de su muerte 1917, y del poeta Manuel Reina en Manuel Reina. Estudio biográfico seguido de numerosas poesías de este autor no coleccionadas en sus libros, Cádiz, 1916; también dedicó un libro a Amado Nervo. Colaboró en la revista La Alhambra y preparó excelentes antologías de poetas hispanoamericanos, como Los mejores poetas de la Argentina (Madrid, CIAP, 1927), Parnaso colombiano. Selección de poesías de los libros contemporáneos (1914) Los mejores poetas de Costa Rica (s. a.; cita poemas hasta 1926) y Antología de poesía mexicana (1936). Escribió además Cascabeles de Plata (1923), La Musa Nueva; Selectas composiciones poéticas coleccionadas (Pueyo, 1908), Desfile de almas (Sensaciones) (Cádiz, 1909), un libro de ensayos titulado Aspectos (1921), Intimidades literarias(1937), Rarezas literarias. Florilegio de composiciones curiosas y extravagantes de autores antiguos y modernos (Cádiz, sin año), etcétera. Eduardo de Ory escribió catorce libros de poesía, ocho de prosa y seis antologías. Otra de sus obras fue Hacia las cumbres.
Falleció el 22 de marzo de 1939.